# Nicofetamide
La nicofetamide è un farmaco che esplica un'azione antispastica sia antimuscarinica sia miogena. In vitro il suo effetto antispastico è risultato inferiore a quello della papaverina. Il farmaco venne commercializzato in Italia dalla società Bracco.

## Tossicità
Dopo somministrazione orale e intraperitoneale i valori della DL50 nel ratto sono di 8500 mg/kg e di 1580 mg/kg rispettivamente.

## Usi clinici
La nicofetamide trova impiego nel trattamento degli spasmi della muscolatura liscia: spasmi intestinali, mestruazioni dolorose con spasmi uterini, pilorospasmo, vomito abituale ed altri ancora. Il farmaco è stato anche utilizzato per facilitare ed accelerare il travaglio di parto.

## Dosi terapeutiche
La nicofetamide viene somministrata per via rettale (sotto forma di supposte) al dosaggio di 400–1200 mg al giorno.

## Effetti collaterali
Tra gli effetti collaterali più frequenti si segnalano disturbi digestivi ed eruzioni cutanee.

## Controindicazioni
La nicofetamide è controindicata in caso di ipersensibilità nota al principio attivo e nei soggetti con diatesi emorragica. L'utilizzo del farmaco nei bambini diabetici e nei pazienti affetti da insufficienza epatica richiede particolare prudenza.

## Interazioni
Si deve evitare la somministrazione concomitante di betabloccanti.